# Заболотний Микола Арчилович
Микола Арчилович Заболотний (рос. Никола́й Арчи́лович Заболо́тный, нар. 16 квітня 1990, Ленінград, СРСР) — російський футболіст, воротар клубу «Сочі».

## Ігрова кар'єра

### Клубна
Микола Заболотний є вихованцем СДЮШОР «Зеніта». У 2010 році він приєднався до клубної академії московського «Спартака». У складі молодіжної команди «Спартака» Заболотний виграв молодіжну першість Росії.
Першу гру в основі воротар провів 2 квітня 2011 року на виїзді проти краснодарської «Кубані». Влітку 2012 року Заболотний відправився в оренду у «Ростов» але зіграв за команду лише два матчі.
У січні 2014 року футболіст підписав контракт на 2,5 роки з «Уралом». У квітні 2016 року був визнаний вболівальниками команди кращим гравцем місяця. Та у вересні 2017 року воротар розірвав контракт з клубом. Залишок сезону він провів у складі волгоградського «Ротора». Влітку 2018 року Заболотний приєднався до клубу «Сочі». У травні 2023 року Заболотний продовжив дію контракту з клубом.

### Збірна
У 2013 році Микола Заболотний у складі молодіжної збірної Росії брав участь у молодіжній першості Європи, яку приймав Ізраїль.

## Титули
Спартак (М)
 Віце-чемпіон Росії: 2011/12
Сочі
 Віце-чемпіон Росії: 2021/22